# Francesca Pan
Francesca Pan (Bassano del Grappa, 27 maggio 1997) è una cestista italiana, ala e guardia della Reyer Venezia, di cui è capitano.

## Carriera

### Club

#### Inizi in Italia
Si forma cestisticamente nelle file della Serenissima Bassano. Tra il 2012 e il 2015 milita nel settore giovanile della Reyer Venezia, per il quale vince uno scudetto under-17.
Debutta con la prima squadra in Serie A1 il 22 ottobre 2014: il suo "primo ciclo" in maglia orogranata è segnato dal raggiungimento delle semifinali scudetto 2014-2015 e 2015-2016 e dalla vittoria in Adriatic League 2014-2015.

#### Carriera universitaria
Le prestazioni col club veneziano le valgono l'interesse di diversi college statunitensi: convinta dall'ex giocatrice e vice-allenatrice Antonia Peresson, nel 2016 accetta l'offerta del Georgia Institute of Technology (Georgia Tech) di Atlanta.
Nei quattro anni in NCAA con le Yellow Jackets, la Pan si impone rapidamente come elemento cardine della squadra, vantando elevate percentuali realizzative in particolare nel tiro da 3. Nelle 126 partite ufficiali disputate mette a segno 1295 punti, che fanno di lei la sesta miglior realizzatrice nella storia di Georgia Tech e la seconda relativamente alle "triple".
Nominata Freshman of the Year (esordiente dell'anno) nella stagione 2016-2017 di Atlantic Coast Conference, viene inserita per quattro volte consecutive (prima giocatrice nella storia della sua varsity) nell’All-ACC Academic Team per meriti sportivi e scolastici; infine, nella stagione da Senior (2019-2020), è annoverata nella "squadra ideale" dell’ACC e in quella dell'All-ACC Tournament, torneo che precede la March Madness NCAA.

#### Ritorno in Italia
Conclusa l'esperienza universitaria, nell'estate 2020 torna in Serie A1 alla Reyer Venezia, sottoscrivendo un accordo pluriennale.

### Nazionale
Francesca Pan entra nel "giro" azzurro fin dal 2012, disputando tre Europei e un Mondiale giovanile: fa parte delle squadre piazzatesi al quarto posto all'Europeo under-16 2013 e all'Europeo under-18 2015; nel 2016 vince l'argento all'Europeo under-20. In tutti i casi viene inserita nel miglior quintetto della manifestazione.
Nell'ottobre 2015 viene convocata per la prima volta in Nazionale maggiore, con cui infine esordisce il 18 agosto 2018 nell'amichevole vinta con la Wake Forest University.

## Statistiche

### Cronologia presenze e punti in Nazionale
| Cronologia completa delle presenze e dei punti in Nazionale - Italia | Cronologia completa delle presenze e dei punti in Nazionale - Italia | Cronologia completa delle presenze e dei punti in Nazionale - Italia | Cronologia completa delle presenze e dei punti in Nazionale - Italia | Cronologia completa delle presenze e dei punti in Nazionale - Italia | Cronologia completa delle presenze e dei punti in Nazionale - Italia | Cronologia completa delle presenze e dei punti in Nazionale - Italia | Cronologia completa delle presenze e dei punti in Nazionale - Italia |
| Data                                                                 | Città                                                                | In casa                                                              | Risultato                                                            | Ospiti                                                               | Competizione                                                         | Punti                                                                | Note                                                                 |
| -------------------------------------------------------------------- | -------------------------------------------------------------------- | -------------------------------------------------------------------- | -------------------------------------------------------------------- | -------------------------------------------------------------------- | -------------------------------------------------------------------- | -------------------------------------------------------------------- | -------------------------------------------------------------------- |
| 18-8-2018                                                            | Vicenza                                                              | Italia                                                               | 74 - 37                                                              | W.F. Dem. Deacons                                                    | Amichevole                                                           | 18                                                                   | [ 7 ]                                                                |
| 20-8-2018                                                            | Anglet                                                               | Francia                                                              | 74 - 43                                                              | Italia                                                               | Amichevole                                                           | 3                                                                    | [ 8 ]                                                                |
| 21-8-2018                                                            | Anglet                                                               | Francia                                                              | 74 - 53                                                              | Italia                                                               | Amichevole                                                           | 0                                                                    | [ 9 ]                                                                |
| 27-8-2018                                                            | La Spezia                                                            | Italia                                                               | 53 - 43                                                              | Israele                                                              | Amichevole                                                           | 2                                                                    | [ 10 ]                                                               |
| 13-11-2020                                                           | Riga                                                                 | Romania                                                              | 68 - 90                                                              | Italia                                                               | Qual. Euro 2021 - Girone D                                           | 12                                                                   | [ 11 ]                                                               |
| 15-11-2020                                                           | Riga                                                                 | Rep. Ceca                                                            | 63 - 69                                                              | Italia                                                               | Qual. Euro 2021 - Girone D                                           | 6                                                                    | [ 12 ]                                                               |
| 4-2-2021                                                             | Istanbul                                                             | Italia                                                               | 101 - 55                                                             | Danimarca                                                            | Qual. Euro 2021 - Girone D                                           | 11                                                                   | [ 13 ]                                                               |
| 6-2-2021                                                             | Istanbul                                                             | Italia                                                               | 81 - 66                                                              | Romania                                                              | Qual. Euro 2021 - Girone D                                           | 17                                                                   | [ 14 ]                                                               |
| 1-6-2021                                                             | Mulhouse                                                             | Francia                                                              | 69 - 61 dts                                                          | Italia                                                               | Amichevole                                                           | 9                                                                    | [ 15 ]                                                               |
| 2-6-2021                                                             | Mulhouse                                                             | Francia                                                              | 70 - 53                                                              | Italia                                                               | Amichevole                                                           | 1                                                                    | [ 16 ]                                                               |
| 11-6-2021                                                            | Valencia                                                             | Turchia                                                              | 44 - 83                                                              | Italia                                                               | Amichevole                                                           | 12                                                                   | [ 17 ]                                                               |
| 17-6-2021                                                            | Valencia                                                             | Serbia                                                               | 86 - 81 dts                                                          | Italia                                                               | EuroBasket 2021 - Primo turno, Gruppo B                              | 9                                                                    | [ 18 ]                                                               |
| 18-6-2021                                                            | Valencia                                                             | Italia                                                               | 77 - 61                                                              | Montenegro                                                           | EuroBasket 2021 - Primo turno, Gruppo B                              | 4                                                                    | [ 19 ]                                                               |
| 20-6-2021                                                            | Valencia                                                             | Italia                                                               | 77 - 67                                                              | Grecia                                                               | EuroBasket 2021 - Primo turno, Gruppo B                              | 7                                                                    | [ 20 ]                                                               |
| 21-6-2021                                                            | Valencia                                                             | Italia                                                               | 46 - 64                                                              | Svezia                                                               | EuroBasket 2021 - Ottavi di finale                                   | 0                                                                    | [ 21 ]                                                               |
| 25-5-2023                                                            | Vigo                                                                 | Italia                                                               | 44 - 55                                                              | Spagna                                                               | Torneo amichevole                                                    | 0                                                                    | [ 22 ]                                                               |
| 3-6-2023                                                             | Atene                                                                | Croazia                                                              | 57 - 82                                                              | Italia                                                               | Torneo amichevole                                                    | 7                                                                    | [ 23 ]                                                               |
| 4-6-2023                                                             | Atene                                                                | Italia                                                               | 93 - 40                                                              | Grecia                                                               | Torneo amichevole                                                    | 7                                                                    | [ 24 ]                                                               |
| 11-6-2023                                                            | Pordenone                                                            | Italia                                                               | 65 - 70                                                              | Germania                                                             | Amichevole                                                           | 6                                                                    | [ 25 ]                                                               |
| 15-6-2023                                                            | Tel Aviv                                                             | Italia                                                               | 58 - 61                                                              | Rep. Ceca                                                            | EuroBasket 2023 - Primo turno, Gruppo B                              | 6                                                                    | [ 26 ]                                                               |
| 16-6-2023                                                            | Tel Aviv                                                             | Israele                                                              | 68 - 88                                                              | Italia                                                               | EuroBasket 2023 - Primo turno, Gruppo B                              | 2                                                                    | [ 27 ]                                                               |
| 18-6-2023                                                            | Tel Aviv                                                             | Belgio                                                               | 72 - 64                                                              | Italia                                                               | EuroBasket 2023 - Primo turno, Gruppo B                              | 6                                                                    | [ 28 ]                                                               |
| 19-6-2023                                                            | Tel Aviv                                                             | Montenegro                                                           | 63 - 49                                                              | Italia                                                               | EuroBasket 2023 - Ottavi di finale                                   | 7                                                                    | [ 29 ]                                                               |
| 9-11-2023                                                            | Vigevano                                                             | Italia                                                               | 76 - 67                                                              | Grecia                                                               | Qual. Euro 2025 - Girone I                                           | 2                                                                    | [ 30 ]                                                               |
| 12-11-2023                                                           | Amburgo                                                              | Germania                                                             | 53 - 70                                                              | Italia                                                               | Qual. Euro 2025 - Girone I                                           | 0                                                                    | [ 31 ]                                                               |
| 7-11-2024                                                            | Genova                                                               | Italia                                                               | 68 - 47                                                              | Rep. Ceca                                                            | Qual. Euro 2025 - Girone I                                           | 8                                                                    | [ 32 ]                                                               |
| 10-11-2024                                                           | Chalkida                                                             | Grecia                                                               | 56 - 45                                                              | Italia                                                               | Qual. Euro 2025 - Girone I                                           | 4                                                                    | [ 33 ]                                                               |
| 6-2-2025                                                             | Faenza                                                               | Italia                                                               | 79 - 60                                                              | Germania                                                             | Qual. Euro 2025 - Girone I                                           | 21                                                                   | [ 34 ]                                                               |
| 9-2-2025                                                             | Brno                                                                 | Rep. Ceca                                                            | 74 - 69                                                              | Italia                                                               | Qual. Euro 2025 - Girone I                                           | 12                                                                   | [ 35 ]                                                               |
| 23-5-2025                                                            | Mons                                                                 | Belgio                                                               | 83 - 70                                                              | Italia                                                               | Amichevole                                                           | 6                                                                    | [ 36 ]                                                               |
| 31-5-2025                                                            | Inca                                                                 | Grecia                                                               | 52 - 65                                                              | Italia                                                               | Torneo amichevole                                                    | 3                                                                    | [ 37 ]                                                               |
| 1-6-2025                                                             | Inca                                                                 | Spagna                                                               | 57 - 42                                                              | Italia                                                               | Torneo amichevole                                                    | 4                                                                    | [ 38 ]                                                               |
| 10-6-2025                                                            | Brno                                                                 | Rep. Ceca                                                            | 48 - 74                                                              | Italia                                                               | Amichevole                                                           | 0                                                                    | [ 39 ]                                                               |
| 13-6-2025                                                            | Castenaso                                                            | Italia                                                               | 79 - 41                                                              | Montenegro                                                           | Amichevole                                                           | 0                                                                    | [ 40 ]                                                               |
| 18-6-2025                                                            | Bologna                                                              | Serbia                                                               | 61 - 70                                                              | Italia                                                               | EuroBasket 2025 - Girone B                                           | 2                                                                    | [ 41 ]                                                               |
| 19-6-2025                                                            | Bologna                                                              | Italia                                                               | 77 - 66                                                              | Slovenia                                                             | EuroBasket 2025 - Girone B                                           | 7                                                                    | [ 42 ]                                                               |
| 21-6-2025                                                            | Bologna                                                              | Italia                                                               | 65 - 51                                                              | Lettonia                                                             | EuroBasket 2025 - Girone B                                           | 0                                                                    | [ 43 ]                                                               |
| 24-6-2025                                                            | Atene                                                                | Italia                                                               | 76 - 74 dts                                                          | Turchia                                                              | EuroBasket 2025 - Quarti di finale                                   | 4                                                                    | [ 44 ]                                                               |
| 27-6-2025                                                            | Atene                                                                | Italia                                                               | 64 - 66                                                              | Belgio                                                               | EuroBasket 2025 - Semifinale                                         | 6                                                                    | [ 45 ]                                                               |
| 29-6-2025                                                            | Atene                                                                | Francia                                                              | 54 - 69                                                              | Italia                                                               | EuroBasket 2025 - Finale 3º posto                                    | 3                                                                    | 3º posto                                                             |
| Totale                                                               |                                                                      | Presenze                                                             | 40                                                                   |                                                                      | Punti                                                                | 234                                                                  |                                                                      |

## Palmarès

### Squadra
- Campionato italiano: 2

Reyer Venezia: (2021, 2024)
- Supercoppa italiana: 2

Reyer Venezia: 2020, 2024

### Individuale
- MVP finali Serie A1 LBF: 1

Reyer Venezia: 2020-2021
- MVP Supercoppa Italiana Serie A1 LBF:1

Reyer Venezia: 2020